# Régiment des Grenadiers de France
Le régiment des Grenadiers de France est un régiment d'infanterie du royaume de France créé en 1749.

## Création et différentes dénominations
- 15 février 1749 : création du régiment des Grenadiers de France
- 4 août 1771 : licencié

## Équipement

### Drapeaux

Drapeau d’ordonnance et colonel
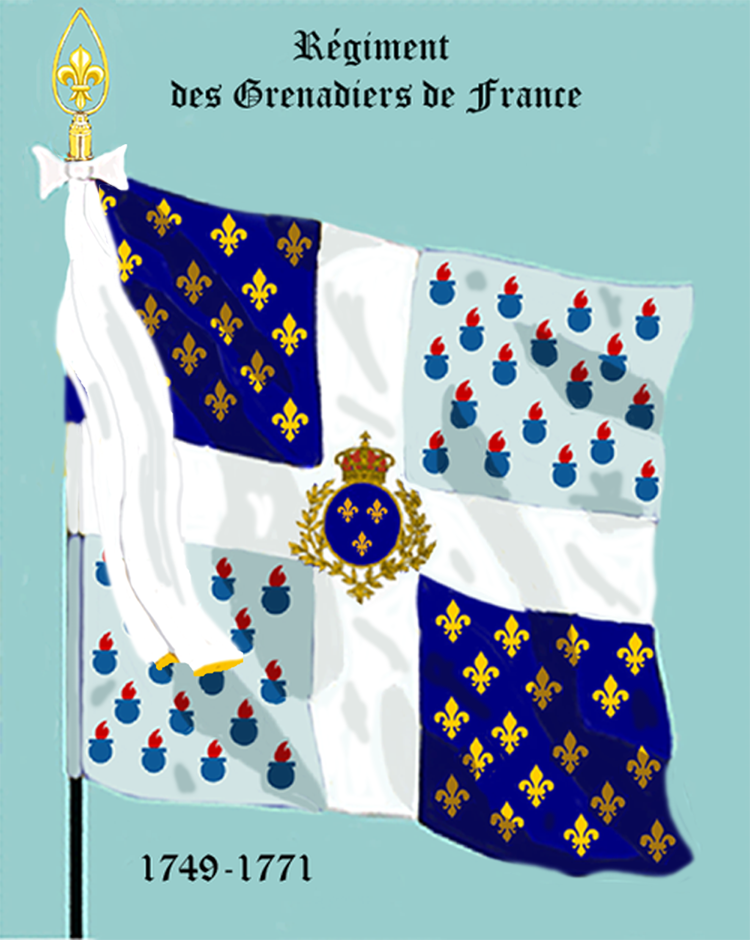
régiment des Grenadiers de France de 1749 à 1771
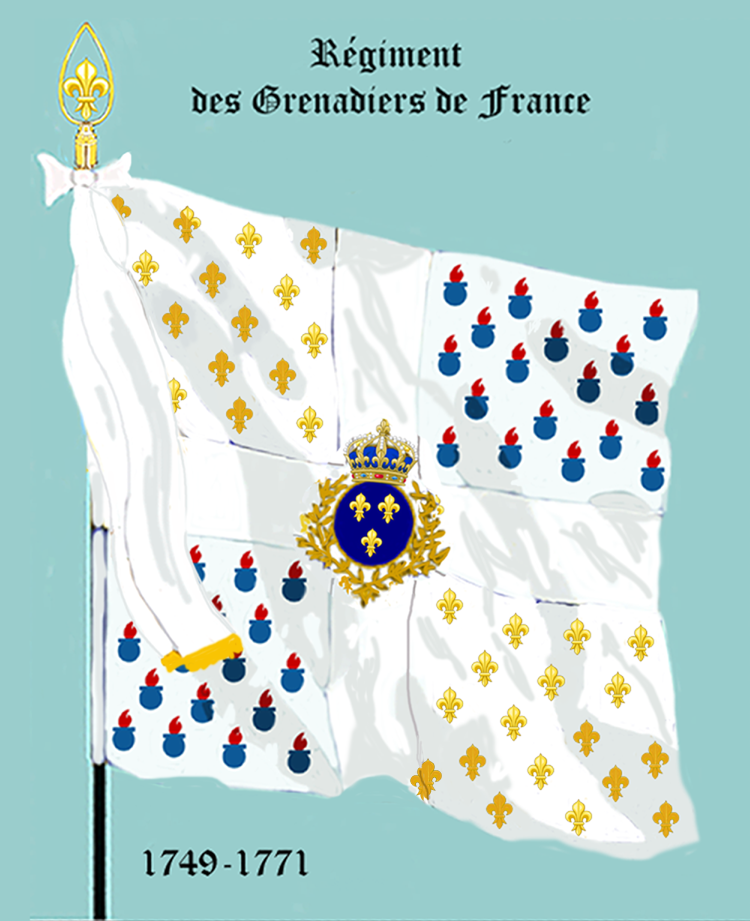
drapeau colonel

### Habillement

Uniforme
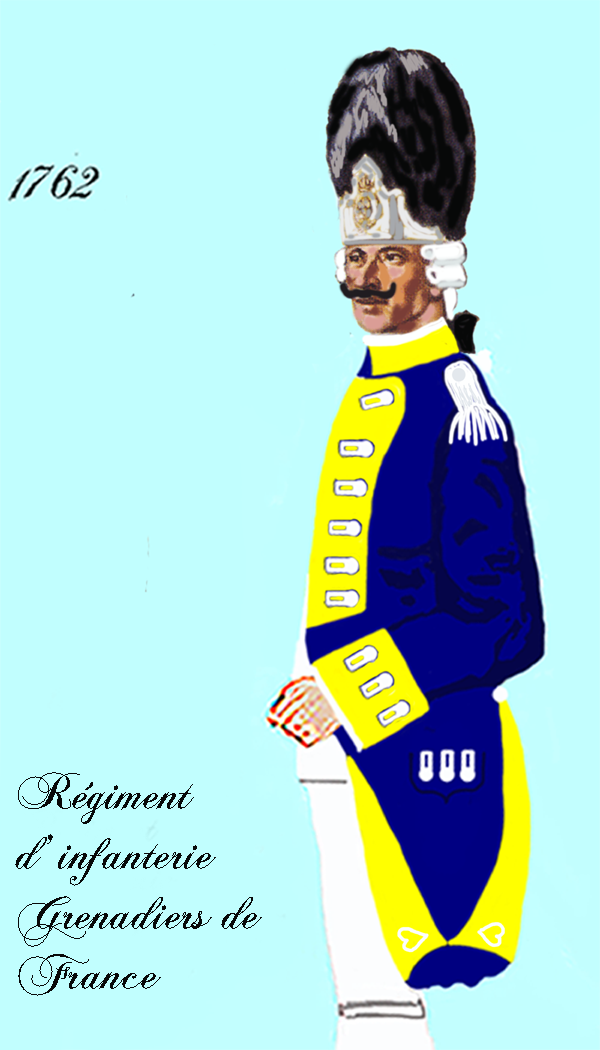
régiment des Grenadiers de France de 1762 à 1771

## Historique

### Composition
Ce corps est formé, par l’ordonnance du 15 février 1749, de compagnies réformées de grenadiers. Il est composé de quatre brigades de 12 compagnies.
Chaque compagnie comprend :
- à l’origine : un capitaine, un lieutenant, un lieutenant en second, 45 hommes
- après l’ordonnance du 10 décembre 1762 :
  - un capitaine, un lieutenant, un lieutenant en second,
  - 52 hommes : 2 sergents, 1 fourier, 4 caporaux, 4 appointés, 40 grenadiers et un tambour.

De plus, chaque brigade comprend un enseigne, un sergent, un caporal, 11 grenadiers charpentiers ; l’ordonnance du 8 juillet 1756 y adjoint un major. L’ordonnance du 6 octobre 1759 supprime les majors des brigades et établit un aide-major et un sous-aide-major par brigade. L’ordonnance du 10 décembre 1762 supprime les 4 enseignes.
Le corps est commandé par un inspecteur commandant, de 2 lieutenants-colonels, et des colonels dont le nombre, initialement de 16, est porté à 20 par l’ordonnance du 30 mai 1752, et à 24 par une ordonnance de 1753. En 1760, il y avait un colonel surnuméraire. Le major du régiment (Sieur de Lanjamet en 1756) devient commandant en second après l’ordonnance du 8 juillet 1756. L’ordonnance du 6 octobre 1759 rétablit un major pour tout le régiment avec un aide-major. L’ordonnance du 10 décembre 1762 supprime les 2 lieutenant-colonels et l’aide-major, et crée un second major, un trésorier et un quartier-maître.

### Commandement
Inspecteur commandant 
- 20 février 1749 : Vincent-Judes, marquis de Saint-Pern, lieutenant général le 10 mai 1748, † 8 mars 1761 âgé de 77 ans
- 15 mars 1761 : Jacques de Choiseul, comte de Stainville, lieutenant général le 18 mai 1760

Commandant en second 
- 1756 : M. de Lanjamet
- comte de Narbonne

Major du régiment
- 1749-1756 : M. de Lanjamet
- 1759 : M.  de Keralio (rang de colonel)

Colonels
- M. de Monteils
- M. le marquis des Issarts
- M. le marquis de Guitry
- M. Rouillé de Roissy
- M. le comte de la Luzerne
- M. le comte de Souaffres (de Guines)
- M. le marquis de Prye
- M. le marquis Louis d'Estampes[2]
- M. le marquis de Montesquiou
- M. le comte de Bernis
- M. le comte de Berenger
- M. le comte de Lannoy
- M. le comte du Roure
- M. le marquis de Lastic
- M. le marquis de Royan
- M. de Machault d’Arnouville
- M. le marquis de Tavannes
- 3 décembre 1751-10 février 1759 : François-Martial de Choiseul-Beaupré, comte de Choiseul (colonel surnuméraire, puis colonel en pied le 30 mai 1752)
- M. le comte de Talleyrand
- M. le comte de Peyre
- M. le marquis de Thianges
- M. le comte de Chabannes
- M. le comte de Chavigny
- M.le comte Claude de Thomas de Labarthe (1771)
- M. de Beaumont
- M. de Dullau-Dallemans

### Campagnes et batailles
- 1757 : bataille de Hastenbeck
- 1759 : bataille de Minden
- 1760 : combat de Duderstadt, Bataille de Corbach
- 1762 : combat de Grebenstein.